# Marmelade
Marmelade – niewielkie miasteczko, będące stolicą okręgu o tej samej nazwie, w górzystej, północnej części Haiti, w departamencie Artibonite.
Ze względu na żyzne ziemie miasto jest znacznym ośrodkiem rolnictwa i upraw, szczególnie ryżu, choć w ostatnich latach, ze względu na niestabilną sytuację polityczno-gospodarczą kraju, doszło do spadku powierzchni upraw, dewastacji drzewostanu, itp. W ostatnim czasie przy wsparciu zagranicznym podejmuje się próby ożywienia lokalnej gospodarki, poprzez wspieranie prywatnych inicjatyw, mających na celu m.in. zwiększenie plonów.
W przeszłości miastem władał jako książę Henri Christophe, jeden z późniejszych prezydentów kraju.